# کووسکی-مونووینتا
کووسکی-مونووینتا (به لهستانی:  Kłoski-Młynowięta) یک روستا در لهستان است که در گمینا کوبلین-بوژمه واقع شده‌است.